# Соня Рутстрем-Едстрем
Соня Рутстрем-Едстрем (швед. Sonja Edström-Ruthström, нар. 18 листопада 1930, Лулео, Норрботтен, Швеція — пом. 15 жовтня 2020) — шведська лижниця, олімпійська чемпіонка, а також дворазова призерка чемпіонату світу з лижних видів спорту 1954 та 1958 року.

## Життєпис
Соня Рутстрем-Едстрем народилася в місті Лулео, лен Норрботтен, Швеція. Коли їй було шість років мати тяжко захворіла, а батько покинув сім'ю. З чотирнадцятирічного віку працювала в різних місцях. Спочатку мила порожні пляшки, а згодом влаштувалася санітаркою до місцевої лікарні, де пропрацювала напротязі тридцяти років. Займаючись паралельно з роботою лижним спортом вона змогла на початку 1950 років розпочати змагатися на професійному рівні. Згодом її успіхи були помічені тренерами національної олімпійської збірної Швеції і Рутстрем-Едстрем включи в її склад.
Одразу дві медалі принесла дебютна участь Рутстрем-Едстрем в зимових Олімпійських іграх 1956 року, де вона змагалася в лижних перегонах вільним стилем на 10 км та естафеті 3×5 км. 28 січня 1956 року під час перегонів вільним стилем на 10 км з результатом +38:23 вона фінішувала третьою, де швидшими були суперниці з СРСР (Радья Ерошина, 38:16 — 2 місце) та (Любов Козирева, 38:11 — 1 місце). 1 лютого жіноча команда Швеції у складі Рутстрем-Едстрем, Йоганссон та Страндберг вибороли бронзові нагороди в естафета 3×5 км. З результатом 1:09:48 вони пропустили вперед суперниць з СРСР (1:09:28 — 2 місце) та Фінляндії (1:09:01 — 1 місце).
Наступні зимові Олімпійські ігри 1960 року стали також успішними для Рутстрем-Едстрем. Як і на попередніх іграх вона була заявлена для участі в лижних перегонах вільним стилем на 10 км та естафеті 3×5 км. 20 лютого 1960 року під час перегонів вільним стилем на 10 км з результатом +40:35.5 вона фінішувала лише п'ятою. Золотими медалями закінчилася естафета 3×5 км для шведскої команди у складі Рутстрем-Едстрем, Йоганссон та Страндберг. З загальним результатом 1:04:21.4 вони фінішували першими, залишивши позаду конкуренток із СРСР (1:05:02.6 — 2 місце) та Фінляндії (1:06:27.5 — 1 місце).